# Brenda Muntemba

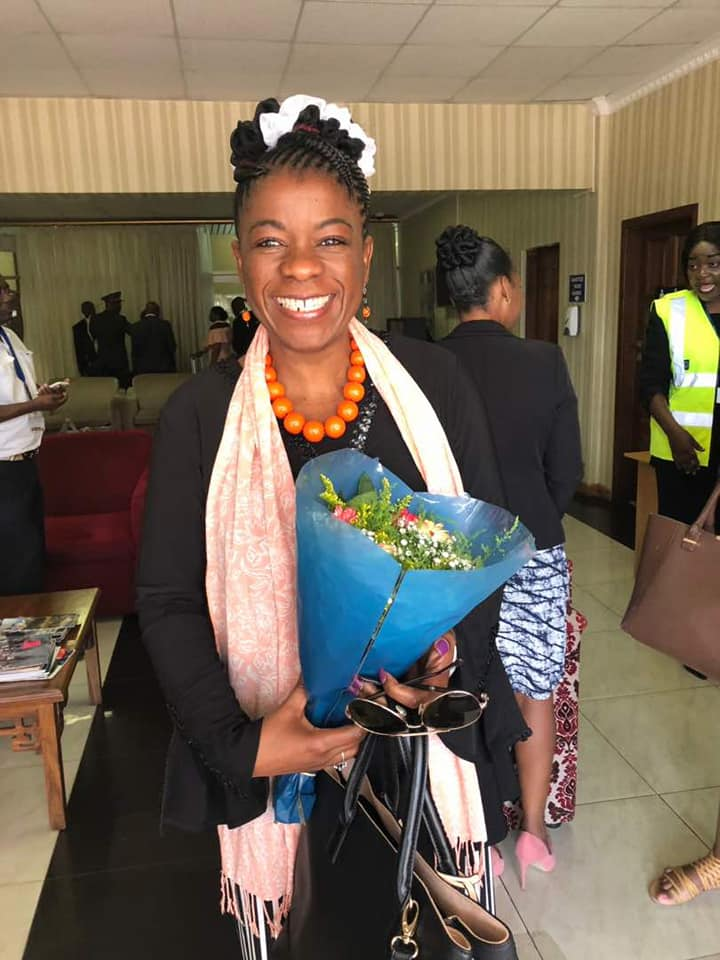
Brenda Muntemba tham dự Giải thưởng Phụ nữ năm 2018.

Brenda Muntemba (2 tháng 7 năm 1970 – 19 tháng 3 năm 2019) là một nhà ngoại giao Zambia, đang phục vụ như Cao ủy Zambian đến Kenya tại thời điểm bà qua đời. Bà cũng từng là Uỷ viên cảnh sát, tỉnh phía Nam và Giám đốc chương trình tại UNESCO ở Zambia. bà là một giáo viên trường từ năm 1993 đến 1995 tại trường trung học Leopards Hill và cũng là người dẫn chương trình phát thanh bán thời gian cho Radio Phoenix và Christian Voice. Muntemba là tác giả và xuất bản bốn cuốn sách động lực, dưới Langmead và Baker; OFF DUTY (2011) In Retrospect (2013), Secrets Unveiled (2015) và The Architect (2018).